# Atletism la Jocurile Olimpice de vară din 1964
Probele sportive de atletism la Jocurile Olimpice de vară din 1964 s-au desfășurat în perioada 14 - 21 octombrie 1964 la Tokio, Japonia. Au fost 36 de probe sportive, în care au concurat 1016 sportivi, din 82 de țări.

## Stadionul Olimpic
Probele au avut loc pe Stadionul Olimpic din Tokio. Acesta a fost inaugurat în anul 1958.

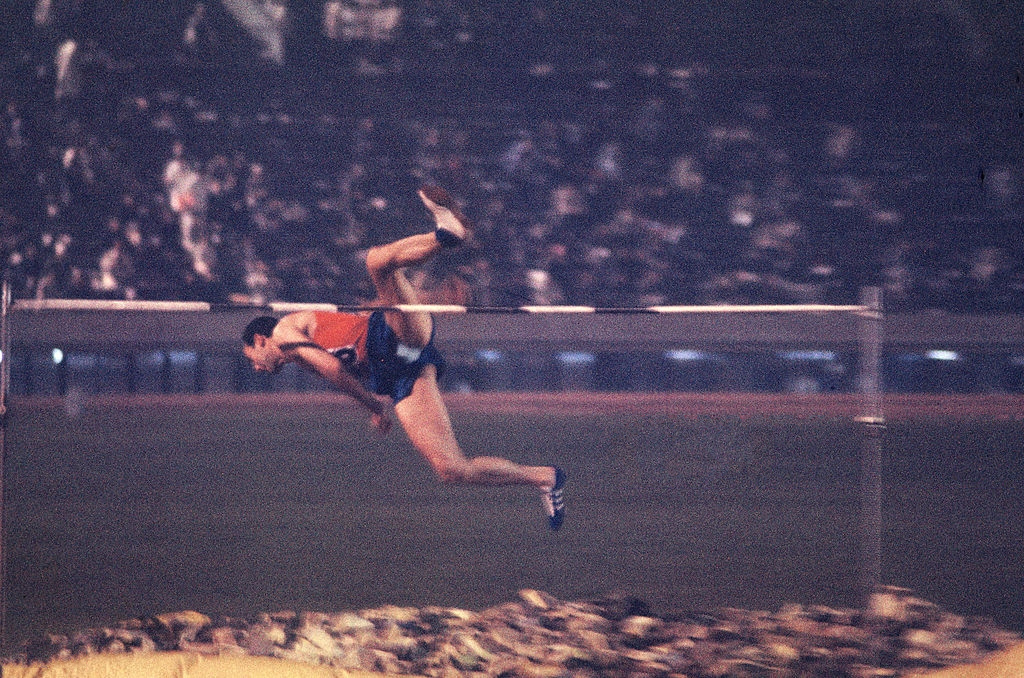
Săritura în înălțime
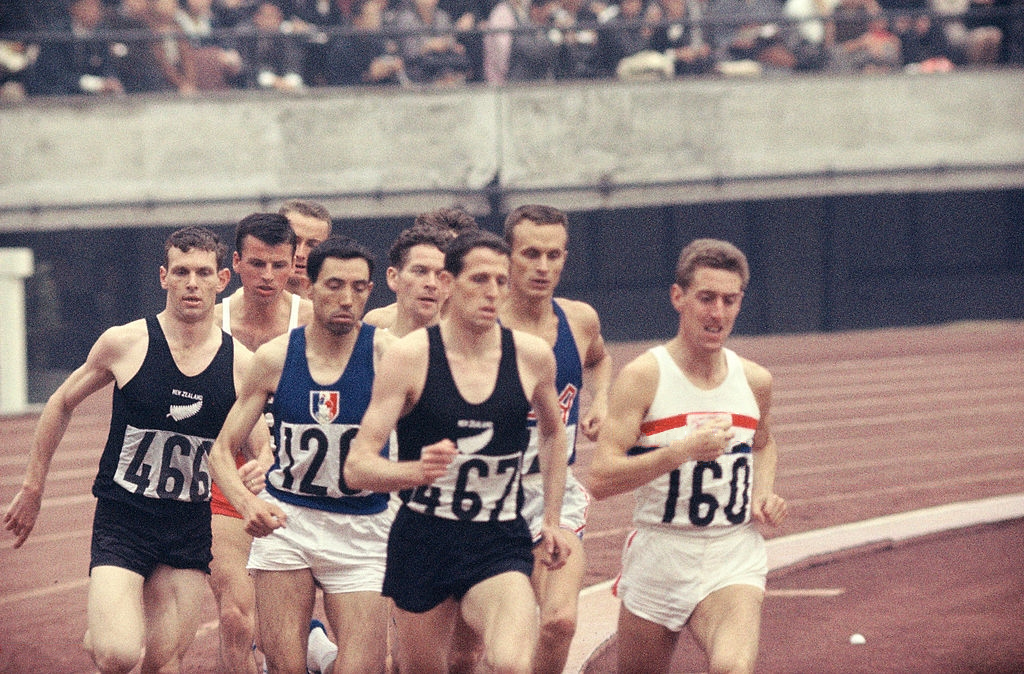
1500 m

## Probe sportive

### Masculin
| Probă sportivă               | Aur                                                                                             | Aur          | Argint                                                                                | Argint    | Bronz                                                                                     | Bronz     |
| 100 m detalii                | Bob Hayes (USA)                                                                                 | 10,0 =RM     | Enrique Figuerola (CUB)                                                               | 10,2      | Harry Jerome (CAN)                                                                        | 10,2      |
| 200 m detalii                | Henry Carr (USA)                                                                                | 20,3 RO      | Paul Drayton (USA)                                                                    | 20,5      | Edwin Roberts (TRI)                                                                       | 20,6      |
| 400 m detalii                | Mike Larrabee (USA)                                                                             | 45,1         | Wendell Mottley (TRI)                                                                 | 45,2      | Andrzej Badeński (POL)                                                                    | 45,6      |
| 800 m detalii                | Peter Snell (NZL)                                                                               | 1:45,1 RO    | Bill Crothers (CAN)                                                                   | 1:45,6    | Wilson Kiprugut (KEN)                                                                     | 1:45,9    |
| 1500 m detalii               | Peter Snell (NZL)                                                                               | 3:38,1       | Josef Odložil (TCH)                                                                   | 3:39,6    | John Davies (NZL)                                                                         | 3:39,6    |
| 5000 m detalii               | Bob Schul (USA)                                                                                 | 13:48,8      | Harald Norpoth (EUA)                                                                  | 13:49,6   | Bill Dellinger (USA)                                                                      | 13:49,8   |
| 10 000 m detalii             | Billy Mills (USA)                                                                               | 28:24,4 RO   | Mohammed Gammoudi (TUN)                                                               | 28:24,8   | Ron Clarke (AUS)                                                                          | 28:25,8   |
| 110 m garduri detalii        | Hayes Jones (USA)                                                                               | 13,67        | Blaine Lindgren (USA)                                                                 | 13,74     | Anatoli Mihailov (URS)                                                                    | 13,78     |
| 400 m garduri detalii        | Rex Cawley (USA)                                                                                | 49,6         | John Cooper (GBR)                                                                     | 50,1      | Salvatore Morale (ITA)                                                                    | 50,1      |
| 3000 m obstacole detalii     | Gaston Roelants (BEL)                                                                           | 8:30,8 RO    | Maurice Herriott (GBR)                                                                | 8:32,4    | Ivan Beleaev (URS)                                                                        | 8:33,8    |
| 4×100 m detalii              | Statele Unite ale Americii (USA) · Paul Drayton · Gerry Ashworth · Richard Stebbins · Bob Hayes | 39,0 RM      | Polonia (POL) · Andrzej Zieliński · Wiesław Maniak · Marian Foik · Marian Dudziak     | 39,3      | Franța (FRA) · Paul Genevay · Bernard Laidebeur · Claude Piquemal · Jocelyn Delecour      | 39,3      |
| 4×400 m detalii              | Statele Unite ale Americii (USA) · Ollan Cassell · Mike Larrabee · Ulis Williams · Henry Carr   | 3:00,7 RM    | Marea Britanie (GBR) · Tim Graham · Adrian Metcalfe · John Cooper · Robbie Brightwell | 3:01,6    | Trinidad și Tobago (TRI) · Edwin Skinner · Kent Bernard · Edwin Roberts · Wendell Mottley | 3:01,7    |
| Maraton detalii              | Abebe Bikila (ETH)                                                                              | 2:12:11,2 RM | Basil Heatley (GBR)                                                                   | 2:16:19,2 | Kokichi Tsuburaya (JPN)                                                                   | 2:16:22,8 |
| 20 km marș detalii           | Ken Matthews (GBR)                                                                              | 1:29:34,0 RO | Dieter Lindner (EUA)                                                                  | 1:31:13,2 | Volodîmîr Holubnîci (URS)                                                                 | 1:31:59,4 |
| 50 km marș detalii           | Abdon Pamich (ITA)                                                                              | 4:11:12,4 RO | Paul Nihill (GBR)                                                                     | 4:11:31,2 | Ingvar Pettersson (SWE)                                                                   | 4:14:17,4 |
| Săritura în înălțime detalii | Valeri Brumel (URS)                                                                             | 2,18 m RO    | John Thomas (USA)                                                                     | 2,18 m    | John Rambo (USA)                                                                          | 2,16 m    |
| Săritura cu prăjina detalii  | Fred Hansen (USA)                                                                               | 5,10 m RO    | Wolfgang Reinhardt (EUA)                                                              | 5,05 m    | Klaus Lehnertz (EUA)                                                                      | 5,00 m    |
| Săritura în lungime detalii  | Lynn Davies (GBR)                                                                               | 8,07 m       | Ralph Boston (USA)                                                                    | 8,03 m    | Igor Ter-Ovanesean (URS)                                                                  | 7,99 m    |
| Triplusalt detalii           | Józef Szmidt (POL)                                                                              | 16,85 m RO   | Oleg Fedoseev (URS)                                                                   | 16,58 m   | Victor Kravcenko (URS)                                                                    | 16,57 m   |
| Aruncarea greutății detalii  | Dallas Long (USA)                                                                               | 20,33 m RO   | Randy Matson (USA)                                                                    | 20,20 m   | Vilmos Varju (HUN)                                                                        | 19,39 m   |
| Aruncarea discului detalii   | Al Oerter (USA)                                                                                 | 61,00 m RO   | Ludvik Danek (TCH)                                                                    | 60,52 m   | Dave Weill (USA)                                                                          | 59,49 m   |
| Aruncarea ciocanului detalii | Romuald Klim (URS)                                                                              | 69,74 m RO   | Gyula Zsivótzky (HUN)                                                                 | 69,09 m   | Uwe Beyer (EUA)                                                                           | 68,09 m   |
| Aruncarea suliței detalii    | Pauli Nevala (FIN)                                                                              | 82,66 m      | Gergely Kulcsár (HUN)                                                                 | 82,32 m   | Jānis Lūsis (URS)                                                                         | 80,57 m   |
| Decatlon detalii             | Willi Holdorf (EUA)                                                                             | 7887         | Rein Aun (URS)                                                                        | 7842      | Hans-Joachim Walde (EUA)                                                                  | 7809      |

### Feminin
| Probă sportivă               | Aur                                                                                   | Aur        | Argint                                                                                        | Argint  | Bronz                                                                           | Bronz   |
| 100 m detalii                | Wyomia Tyus (USA)                                                                     | 11,4       | Edith McGuire (USA)                                                                           | 11,6    | Ewa Kłobukowska (POL)                                                           | 11,6    |
| 200 m detalii                | Edith McGuire (USA)                                                                   | 23,0 RO    | Irena Kirszenstein (POL)                                                                      | 23,1    | Marilyn Black (AUS)                                                             | 23,1    |
| 400 m detalii                | Betty Cuthbert (AUS)                                                                  | 52,0 RO    | Ann Packer (GBR)                                                                              | 52,2    | Judy Amoore (AUS)                                                               | 53,4    |
| 800 m detalii                | Ann Packer (GBR)                                                                      | 2:01,1 RM  | Maryvonne Dupureur (FRA)                                                                      | 2:01,9  | Marise Chamberlain (NZL)                                                        | 2:02,8  |
| 80 m garduri detalii         | Karin Balzer (EUA)                                                                    | 10,5       | Teresa Ciepły (POL)                                                                           | 10,5    | Pam Kilborn (AUS)                                                               | 10,6    |
| 4×100 m detalii              | Polonia (POL) · Teresa Ciepły · Irena Kirszenstein · Halina Górecka · Ewa Kłobukowska | 43,6 RM    | Statele Unite ale Americii (USA) · Willye White · Wyomia Tyus · Marilyn White · Edith McGuire | 43,9    | Marea Britanie (GBR) · Janet Simpson · Mary Rand · Daphne Arden · Dorothy Hyman | 44,0    |
| Săritura în înălțime detalii | Iolanda Balaș (ROU)                                                                   | 1,90 m RO  | Michele Brown (AUS)                                                                           | 1,80 m  | Taisia Cencik (URS)                                                             | 1,78 m  |
| Săritura în lungime detalii  | Mary Rand (GBR)                                                                       | 6,76 m RM  | Irena Kirszenstein (POL)                                                                      | 6,60 m  | Tatiana Șcelkanova (URS)                                                        | 6,42 m  |
| Aruncarea greutății detalii  | Tamara Press (URS)                                                                    | 18,14 m RO | Renate Garisch-Culmberger (EUA)                                                               | 17,61 m | Galina Zîbina (URS)                                                             | 17,45 m |
| Aruncarea discului detalii   | Tamara Press (URS)                                                                    | 57,27 m RO | Ingrid Lotz (EUA)                                                                             | 57,21 m | Lia Manoliu (ROU)                                                               | 56,97 m |
| Aruncarea suliței detalii    | Mihaela Peneș (ROU)                                                                   | 60,54 m    | Márta Rudas (HUN)                                                                             | 58,27 m | Elena Gorceakova (URS)                                                          | 57,06 m |
| Pentatlon detalii            | Irina Press (URS)                                                                     | 5246 RM    | Mary Rand (GBR)                                                                               | 5035    | Galina Bîstrova (URS)                                                           | 4956    |

## Clasament pe medalii
| Loc   | Țară                         | Aur | Argint | Bronz | Total |
| ----- | ---------------------------- | --- | ------ | ----- | ----- |
| 1     | Statele Unite ale Americii   | 14  | 7      | 3     | 24    |
| 2     | Uniunea Sovietică            | 5   | 2      | 11    | 18    |
| 3     | Marea Britanie               | 4   | 7      | 1     | 12    |
| 4     | Echipa Unificată a Germaniei | 2   | 5      | 3     | 10    |
| 5     | Polonia                      | 2   | 4      | 2     | 8     |
| 6     | Noua Zeelandă                | 2   | 0      | 2     | 4     |
| 7     | România                      | 2   | 0      | 1     | 3     |
| 8     | Australia                    | 1   | 1      | 4     | 6     |
| 9     | Italia                       | 1   | 0      | 1     | 2     |
| 10    | Belgia                       | 1   | 0      | 0     | 1     |
| 10    | Etiopia                      | 1   | 0      | 0     | 1     |
| 10    | Finlanda                     | 1   | 0      | 0     | 1     |
| 13    | Ungaria                      | 0   | 3      | 1     | 4     |
| 14    | Cehoslovacia                 | 0   | 2      | 0     | 2     |
| 15    | Trinidad și Tobago           | 0   | 1      | 2     | 3     |
| 16    | Canada                       | 0   | 1      | 1     | 2     |
| 16    | Franța                       | 0   | 1      | 1     | 2     |
| 18    | Cuba                         | 0   | 1      | 0     | 1     |
| 18    | Tunisia                      | 0   | 1      | 0     | 1     |
| 20    | Japonia                      | 0   | 0      | 1     | 1     |
| 20    | Kenya                        | 0   | 0      | 1     | 1     |
| 20    | Suedia                       | 0   | 0      | 1     | 1     |
| Total | Total                        | 36  | 36     | 36    | 108   |